# Gertrude Elliott
Gertrude Elliott (Rockland, Maine, 14 de diciembre de 1874 - 24 de diciembre de 1950), conocida también como Lady Forbes-Robertson, fue una actriz de teatro estadounidense y activista sufragista cofundadora en Londres y presidenta de la Liga Sufragista de Actrices.

## Biografía
May Gertrude Dermot nació en Rockland, Maine, hija de Thomas y Adelaide Hall Dermott. Su padre era un capitán de barco nacido en Irlanda, y su madre había sido maestra de escuela. Su hermana mayor, Maxine, dejó la casa para ir a la ciudad de Nueva York a los 16 años, y Gertrude pronto la siguió. Ambas comenzaron a usar el apellido "Elliott".      

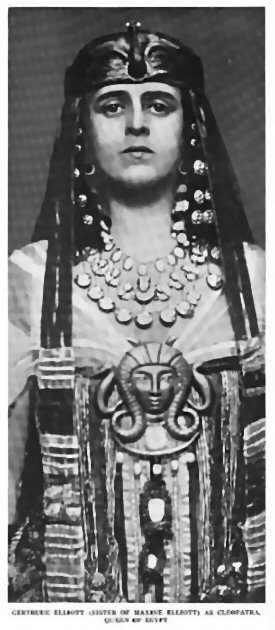
Gertrude Elliott Forbes-Robertson como Cleopatra

La carrera de Elliott en el escenario comenzó en 1894, con un papel en Una mujer sin importancia  de Oscar Wilde, en una compañía que recorría el estado de Nueva York. Las dos hermanas Elliott se unieron a una compañía en San Francisco que recorrió Australia en 1896. La compañía fue dirigida por Nat C. Goodwin, un actor que acabó casándose con Maxine Elliott. Su compañía fue a Londres en 1899, y al año siguiente Gertrude fue contratada en la compañía de Johnston Forbes-Robertson; Gertrude Elliott y Forbes-Robertson se casaron a fines de 1900 y continuaron trabajando juntos durante gran parte de sus carreras. Ella era, literalmente, Ofelia a su Hamlet, Desdémona a su Otelo y Cleopatra a su César.
Lejos del escenario, Gertrude Elliott protagonizó con su esposo una versión muda de Hamlet en 1913, dirigida por su amigo JH Ryley. También apareció en una película muda de 1917, Máscaras y caras. Gertrude Elliott fue cofundadora y presidenta de la Liga Sufragista de Actrices. Durante la Primera Guerra Mundial, administró la "Shakespeare Hut" en Bloomsbury, un proyecto del YMCA para entretener y elevar la moral durante la guerra. En 1923, Nueva Zelanda le otorgó a Gertrude Elliott un premio por su trabajo en apoyo a las tropas de ANZAC durante la guerra.

## Vida personal
Gertrude Elliott se casó con el actor inglés Johnston Forbes-Robertson en 1900. Tuvieron cuatro hijas, entre ellas la diseñadora de aviones Maxine (Blossom) Miles, la escritora Diana Forbes-Robertson y la actriz Jean Forbes-Robertson. Johnston fue nombrado caballero en 1913, convirtiendo a Gertrude en "Lady Forbes-Robertson". Ella enviudó cuando su esposo murió en 1937, y Gertrude murió en 1950, a la edad de 76 años. Entre sus nietos está la actriz Joanna Van Gyseghem.
Hay una placa que marca el lugar de nacimiento de las hermanas Elliott en la estación Trackside en Rockland, Maine.